# إل إسبكتادور
إل إسبكتادور (بالإسبانية: El Espectador) (تعني "المشاهد")، وهي صحيفة كولومبية وطنية، أسسها فيديل كانو غوتييريز في 22 مارس 1887 في ميديلين وبدأت النشر منذ عام 1915 في بوغوتا. تحولت طباعتها من يومية إلى أسبوعية في عام 2001، بسبب أزمات مالية، وعادت يومية مرة أخرى في 11 مايو 2008، في شكل تابلويد (28 × 39.5 سم). من عام 1997 إلى 2011 كان المساهم الرئيسي فيها خوليو ماريو سانتو دومينغو.